# Ватраска
Ватраска — река в России, протекает в Спасском районе Нижегородской области. Устье реки находится в 82 км по правому берегу реки Урга. Длина реки составляет 26 км.
Населённые пункты на реке: село Бронский Ватрас, деревня Новая, село Долгое Поле, деревня Малое Сущево, село Большое Сущево, село Латышиха и село Новый Усад.
У села Новый Усад в Ватраску справа впадает Тубанаевка

## Данные водного реестра
По данным государственного водного реестра России относится к Верхневолжскому бассейновому округу, водохозяйственный участок реки — Сура от устья реки Алатырь и до устья, речной подбассейн реки — Сура. Речной бассейн реки — (Верхняя) Волга до Куйбышевского водохранилища (без бассейна Оки).
Код объекта в государственном водном реестре — 08010500412110000040254.